# Lange Tiendeweg 18
Lange Tiendeweg 18 is een monumentaal pand in de Nederlandse stad Gouda.

## Geschiedenis
De winkel met bovenwoning aan de Lange Tiendeweg 18 in Gouda werd - samen met het naastgelegen pand op nummer 20 - in 1906 ontworpen door de Goudse architect Hendrik Jan Nederhorst. Bij de vormgeving van dit pand maakt Nederhorst gebruik van decoratieve elementen uit de jugendstil. Het tegeltableau boven in de winkelpui bevat een tafereel, dat verwijst naar de opdrachtgever, N.S. Polak, winkelier in verlichtingsartikelen. De vrouw op de afbeelding heeft twee koolspitsen in haar handen. Deze elektroden zijn verbonden met de twee gloeilampen in de handen van het kind.
Het tableau is gemaakt door de Koninklijke Fabriek van muurtegels Jan van Hulst te Harlingen
Het pand is, evenals het naastgelegen pand op nummer 20, erkend als gemeentelijk monument (344a en 344b).

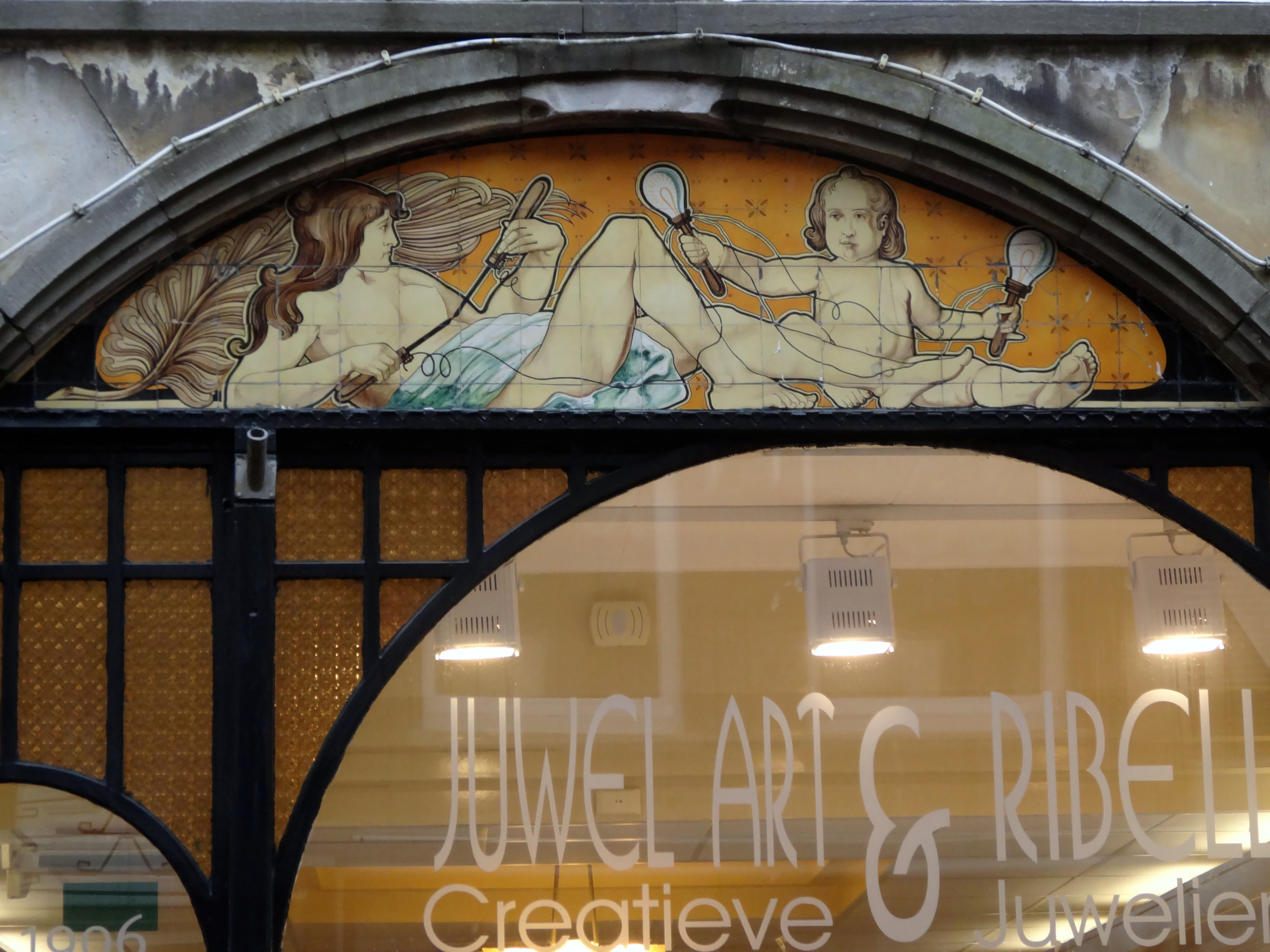
Het tegeltableau boven in de winkelpui met een verwijzing naar de opdrachtgever, een elektrotechnicus